# ハロン (単位)
ハロン（英語: furlong、ファーロングとも）は、ヤード・ポンド法における距離（長さ）の単位である。
定義は時代によって異なるが、現在は1ハロン = 220ヤード = 660フィートとなっている。イギリスやカナダでは、国際フィート（1フィート = 正確に0.3048m）に基づくものが使われるので、1ハロンは正確に201.168メートルである。しかしアメリカでは、測量フィート（1フィート = 正確に 1200/3937 m）に基づくので、1ハロン = 約201.168 402メートルである。
また、10チェーン（英: chain） = 1ハロン、8ハロン = 1マイル（英: mile）である。
ハロンは、古英語の「furh」（プラウで犂〈す〉く）と「lang」（長い）に由来する。元々は、馬を使ってプラウ耕をする際の一工程の長さであり、馬に適度に休息を取らせながらも効率よく耕起作業が出来る畑のサイズとして定められた。1ハロン×1ロッド（1ロッドは4分の1チェーン）の面積を1ルード、1ハロン×1チェーンの面積を1エーカーという。
イギリス・アイルランド・アメリカ・カナダの競馬では、距離をマイルとハロンとヤードで表記している。しかし、競馬以外ではハロンは一般には使用されておらず、イギリスでは1985年の計量法改正により公式な単位からは除外されている。
日本の競馬では便宜上、1ハロンを200 mと換算して使用している。

## furlong per fortnight

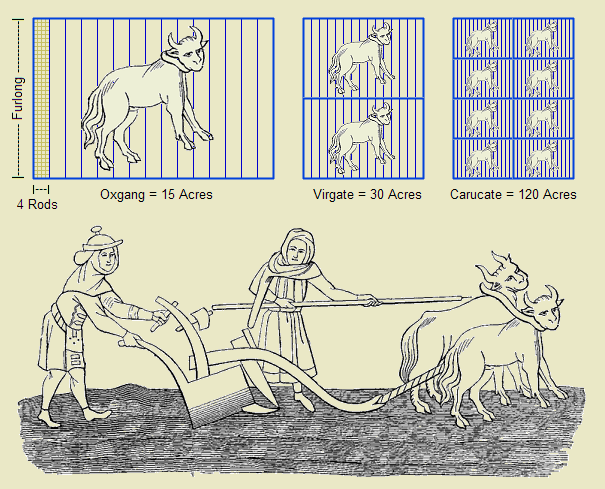
ハロンを図解した挿絵

英語圏で冗談で使われる速さの単位に furlong per fortnight（2週間当たり1ハロン）がある。1 furlong per fortnight はほぼ1センチメートル毎分（cm/min）である。それは、動いていることが肉眼でかろうじてわかる程度の速さである。
1 furlong per fortnight は以下の速度にほぼ等しい。
- 0.60 メートル毎時（m/h）
- 9.98 ミリメートル毎分（mm/min）
- 0.17 ミリメートル毎秒（m/s）

よって、時速60 kmで走る車の速度は約10万（100k） furlongs per fortnight ということになる。